# Diepholz
Diepholz (phát âm tiếng Đức: [ˈdiːphɔlts]) là thị xã huyện lỵ của huyện Diepholz, trong bang Niedersachsen, Đức. Đô thị này có diện tích 104,45 km². Thị xã nằm bên sông Hunte, approximately 45 km về phía đông bắc của Osnabrück, và 60 km về phía tây nam của thành phố Bremen.